# Ibis redibis numquam peribis in bello
Ibis redibis numquam peribis in bello лат.(изговор: ибис редибис нумквам перибис ин бело). Према легенди одговор делфске пророчице Питије на питање једног војсковође како ће проћи у рату. Мудра пророчица и у том случају, као и увијек, одговара двосмислено, тако да је одговор увијек тачан. Реченица је конструисана тако да запета при читању, односно, пауза при говору, обезбјеђују супротан смисао: 
- Ибис , редибис, нумквам перибис ин бело (лат. Ibis , redibis, numquam peribis in bello ), Ићи ћеш, вратићеш се, никада нећеш погинути у рату ,
- Ибис , редибис нумквам, перибис ин бело (лат. Ibis , redibis numquam, peribis in bello ),  Ићи ћеш, нећеш се никада вратити, погинућеш у рату .

Граматичари, као школски примјер, обично узимају ове реченице , да би објаснили значење једне запете, односно пауза у изговарању једне реченице. Сама интерпункција даје супротно значење и смисао реченици.